# Válvula de retenção

Simbologia da válvula de retenção em um P&ID

A válvula de retenção (inglês: check valve) é um dispositivo mecânico que somente permite um fluido (líquido ou gás) a escoar em uma direção.
Elas trabalham automaticamente e a maioria não precisa da ajuda de um operador ou algum atuador eletrônico de controle.

## Galeria de imagens

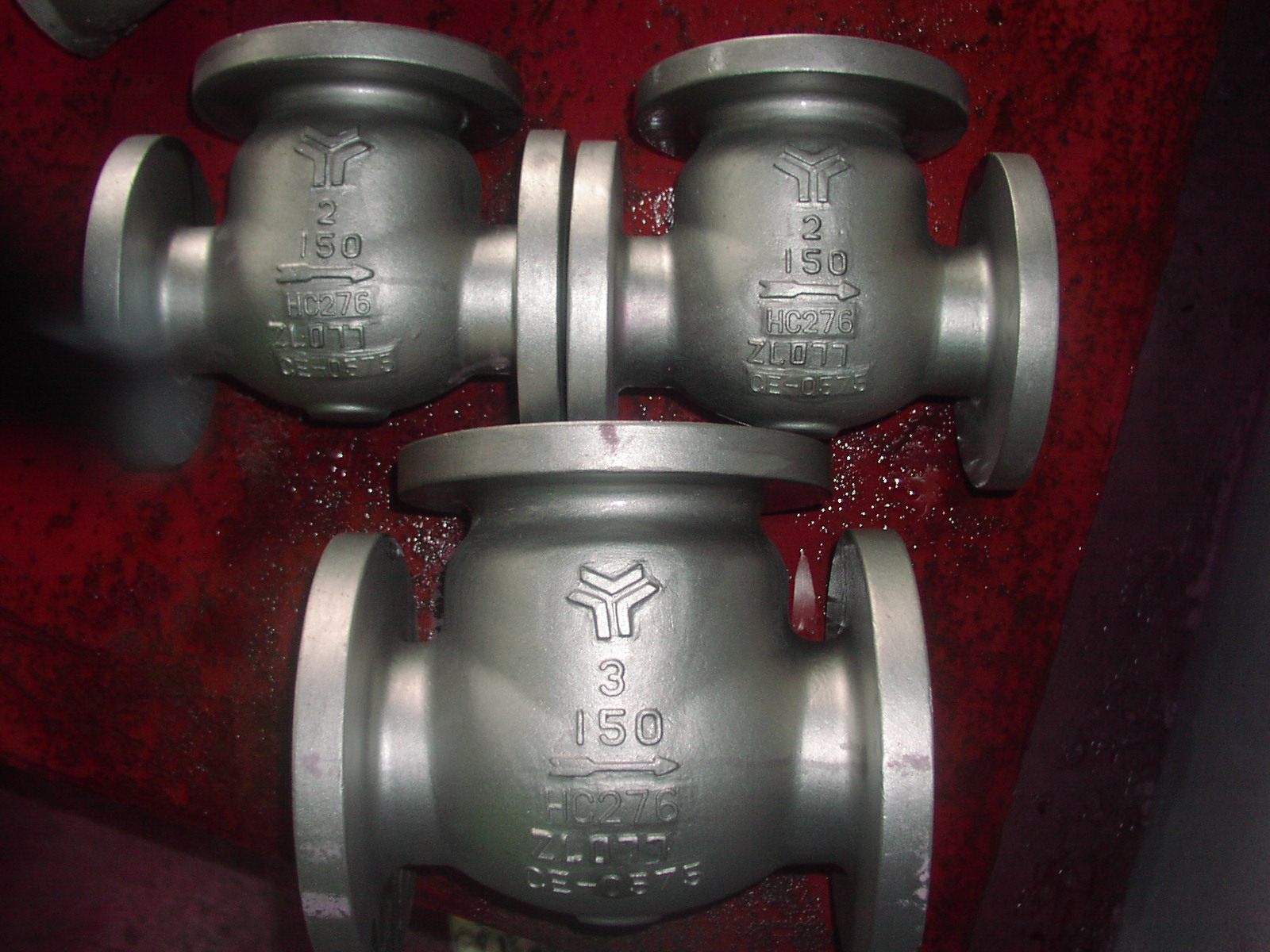
válvulas Hastelloy
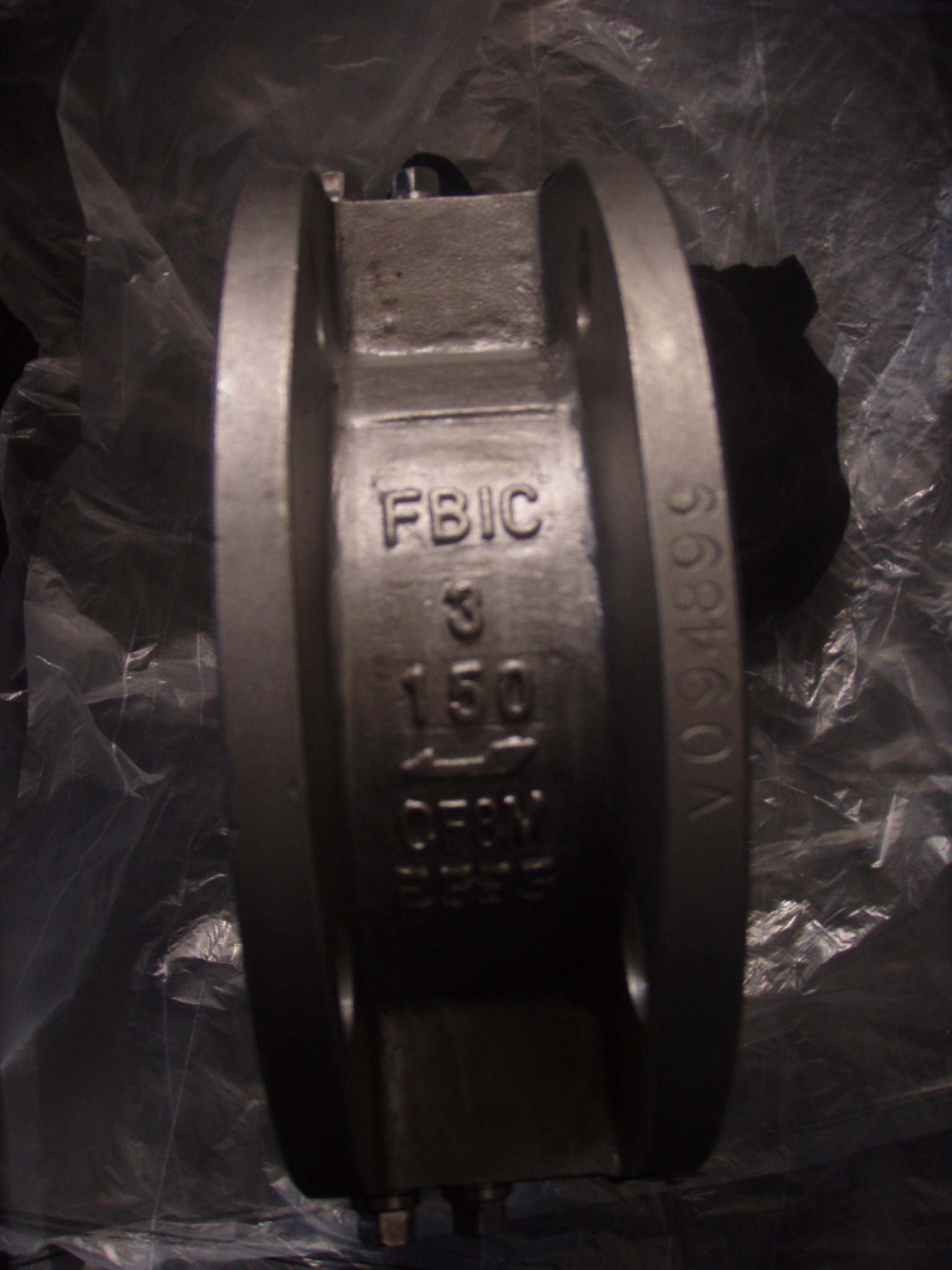
válvuals de retenção de aço inoxidável
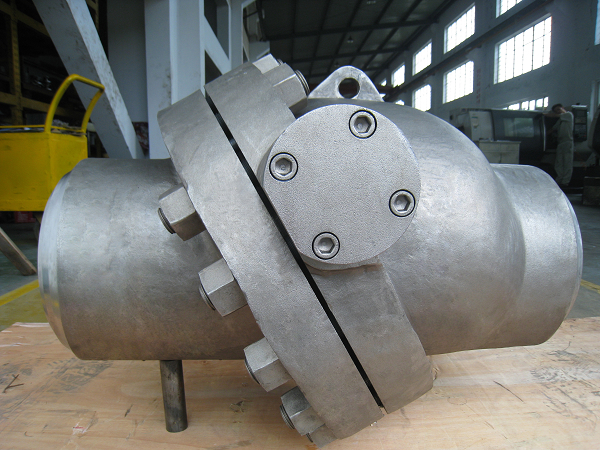
válvulas de retenção Inconel
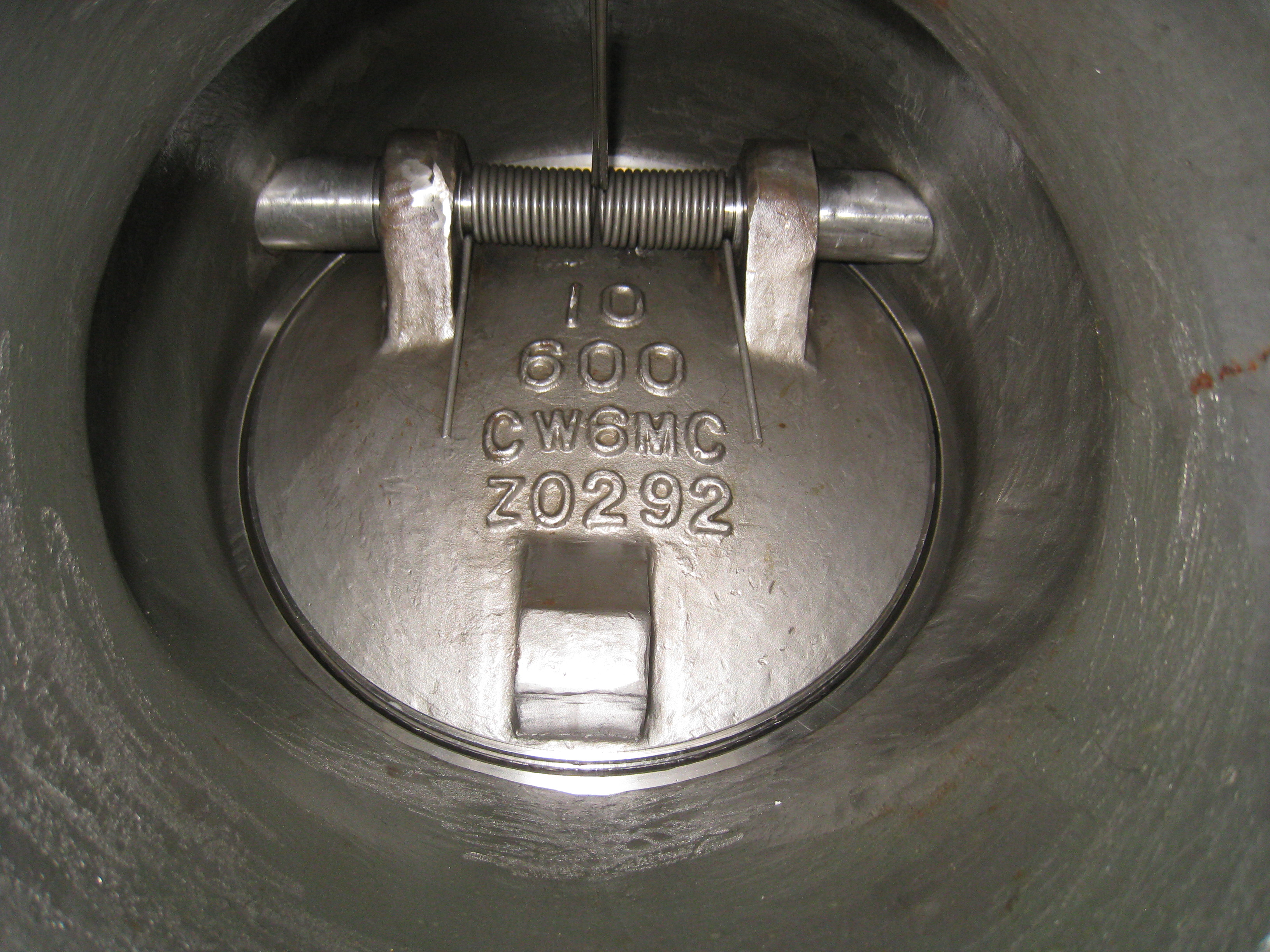
vista interna da válvula
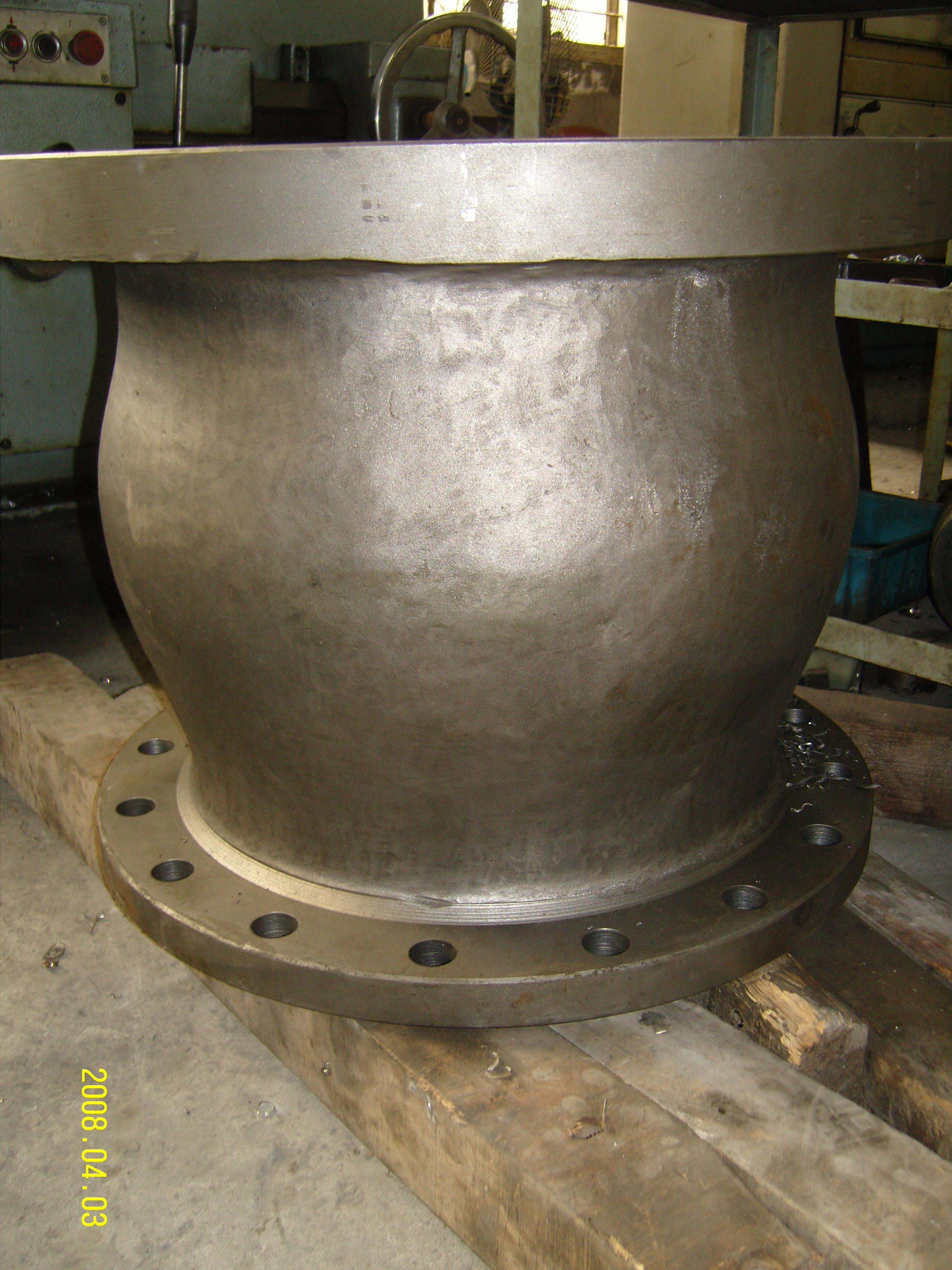
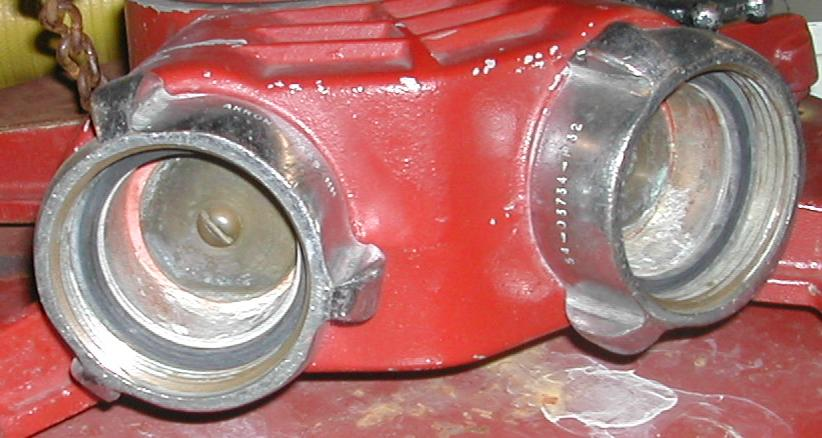
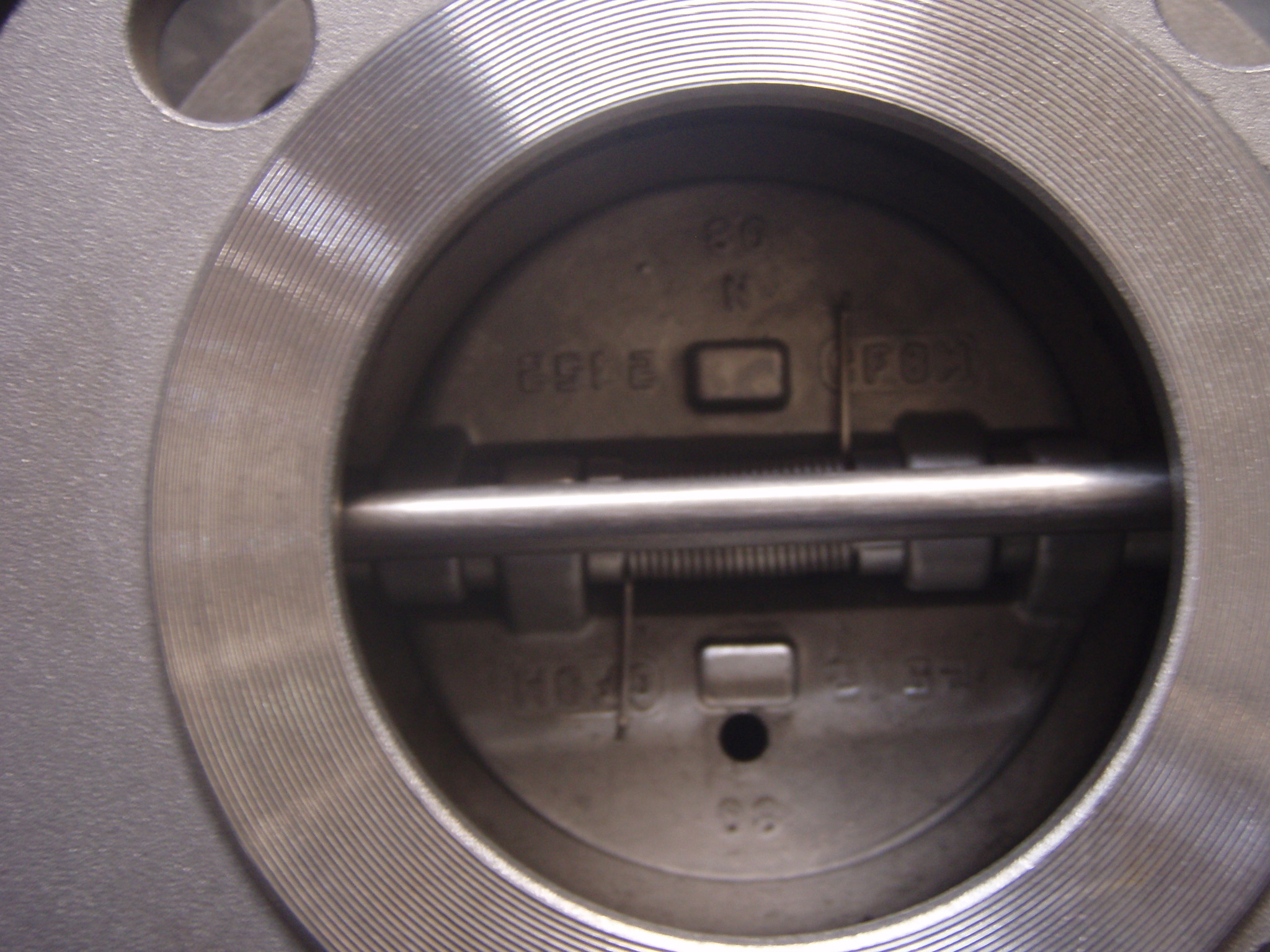
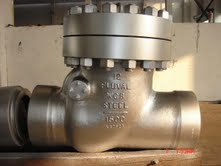
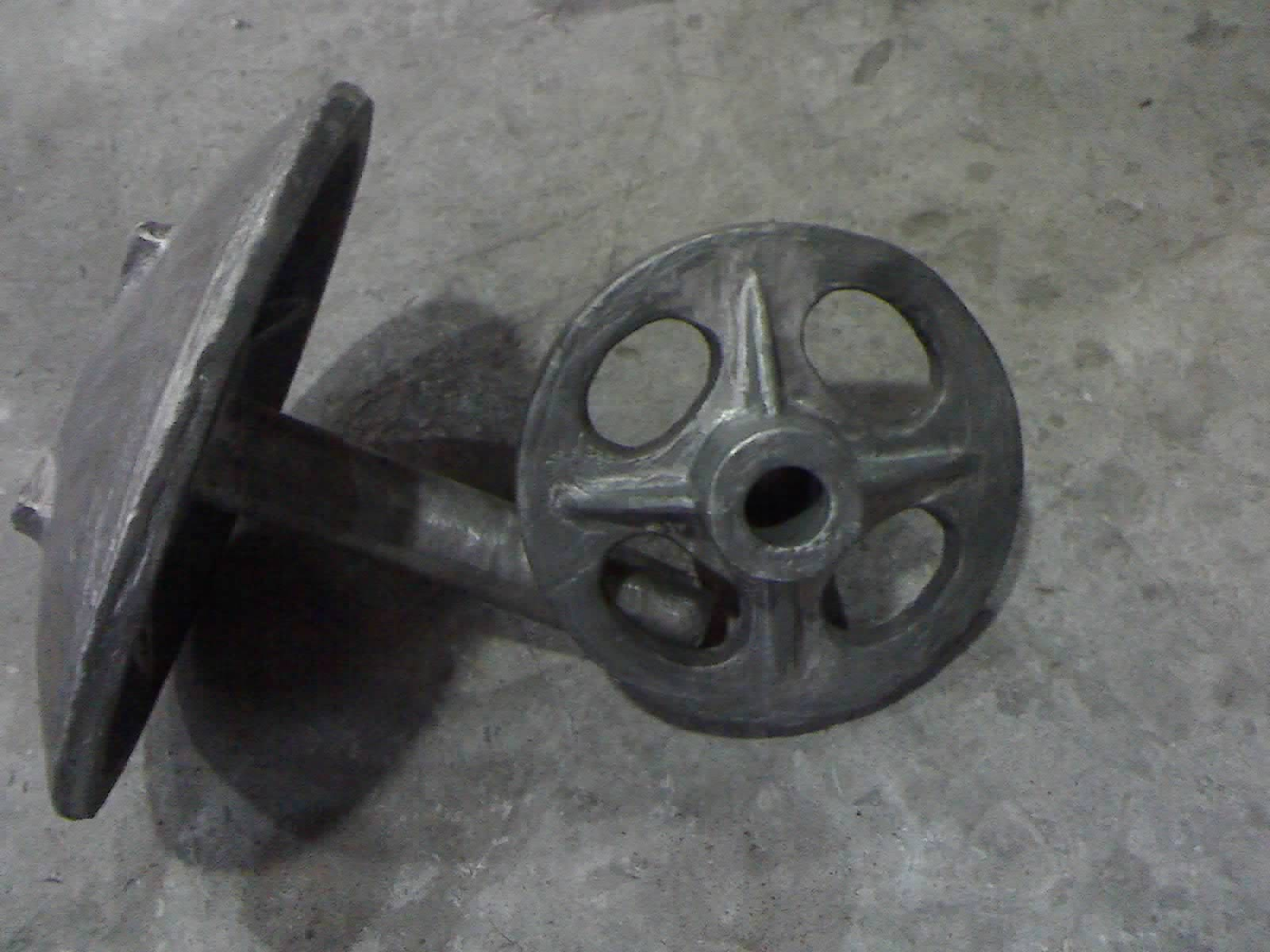
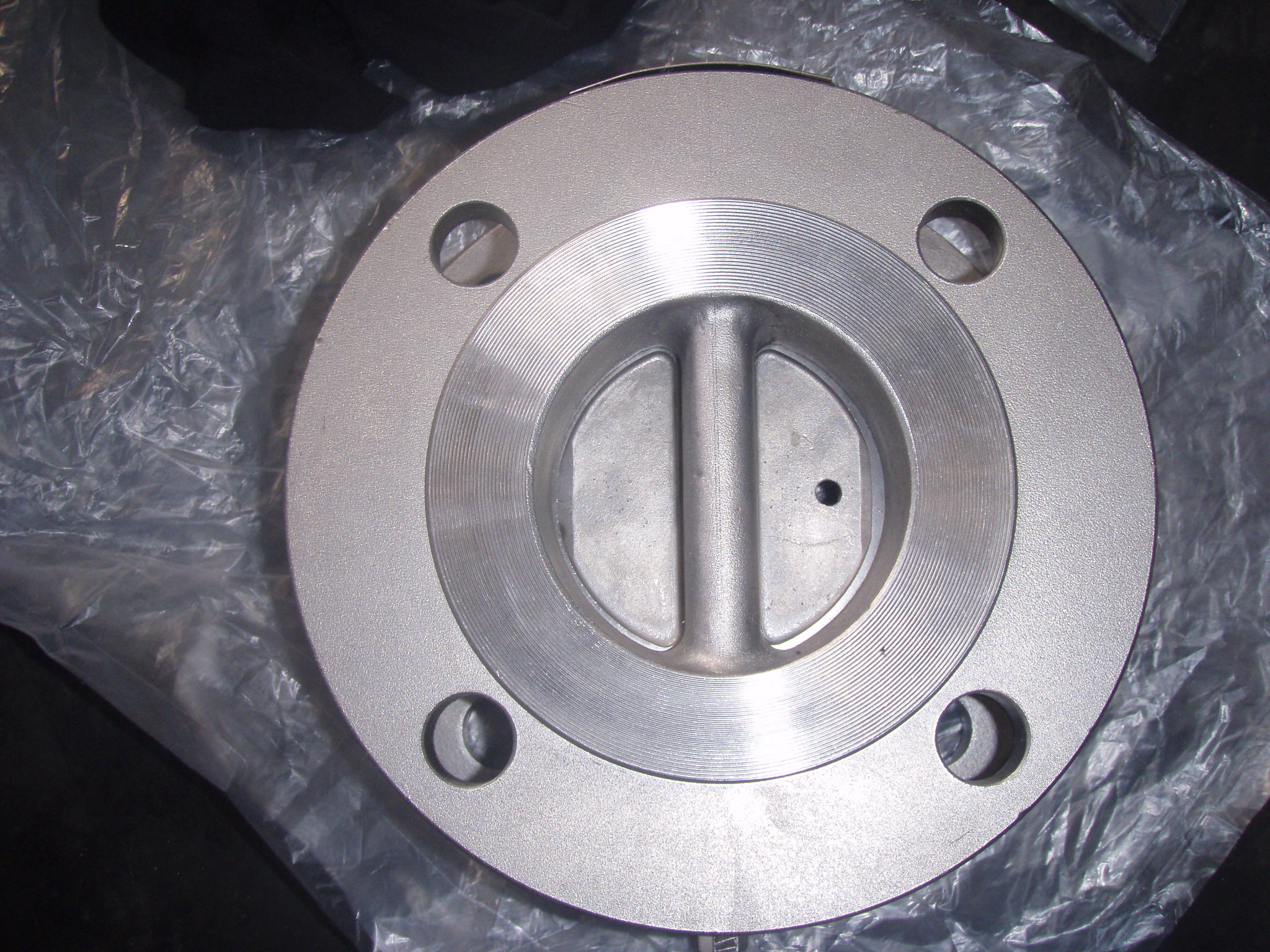
Válvual de retenção Wafer
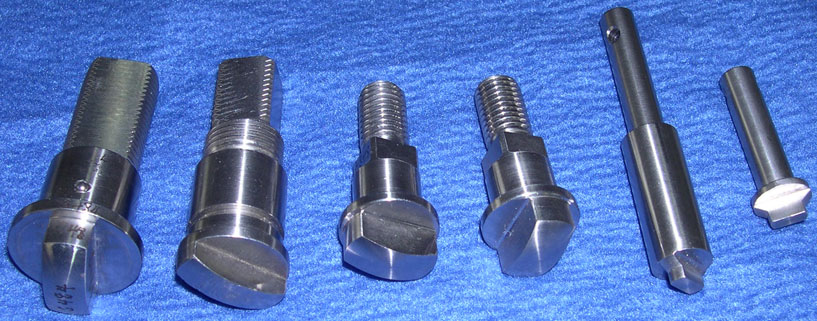
válvulas e parafusos de vávula Incoloy
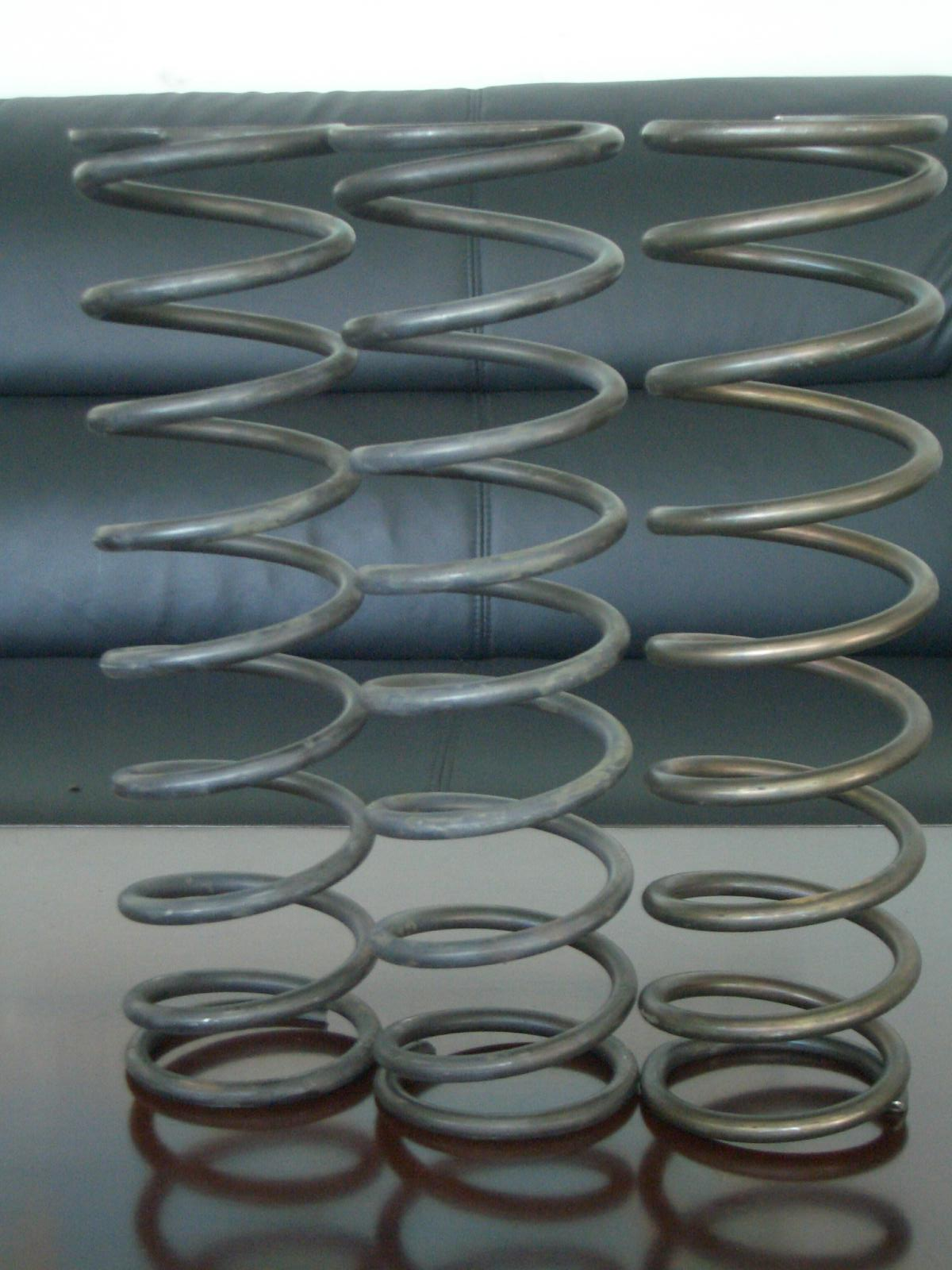
molas de uma válvula de retenção